# Европско првенство у атлетици на отвореном 1950 — 80 метара препоне за жене
Такмичење у трци на 80 метара са препонама у женској конкуренцији на 4. Европском првенству у атлетици 1950. одржано је 25. и 26. августа на Стадиону краља Бодуена у Бриселу (Белгија)
Титулу освојену у Ослу 1946, одбранила Фани Бланкерс-Кун из Холандије.

## Земље учеснице
Учествовало је 15 атлетичарки из 8 земаља.
1. Аустрија (1)
2. Белгија (1)
3. Италија (1)
4. СССР (2)
5. Уједињено Краљевство (3)
6. Француска (3)
7. Холандија (3)
8. Швајцарска (1)

## Рекорди
| Рекорди пре почетка Европског првенства 1954.     | Рекорди пре почетка Европског првенства 1954. | Рекорди пре почетка Европског првенства 1954. | Рекорди пре почетка Европског првенства 1954. | Рекорди пре почетка Европског првенства 1954. | Рекорди пре почетка Европског првенства 1954. |
| ------------------------------------------------- | --------------------------------------------- | --------------------------------------------- | --------------------------------------------- | --------------------------------------------- | --------------------------------------------- |
| Светски рекорд                                    | Фани Бланкерс-Кун                             | Холандија                                     | 11,0                                          | Амстердам, Холандија                          | 20. јун 1948.                                 |
| Европски рекорд                                   | Фани Бланкерс-Кун                             | Холандија                                     | 11,0                                          | Амстердам, Холандија                          | 20. јун 1948.                                 |
| Рекорди европских првенстава                      | Клаудија Тестони                              | Италија                                       | 11,6                                          | Беч, Аустрија                                 | 17. септембар 1938.                           |
| Рекорди после завршеног Европског првенства 1950. |                                               |                                               |                                               |                                               |                                               |
| Рекорди европских првенстава                      | Морин Дајсон                                  | Велика Британија                              | 11,5                                          | Брисел, Белгија                               | 25. август 1950.                              |
| Рекорди европских првенстава                      | Фани Бланкерс-Кун                             | Холандија                                     | 11,3                                          | Брисел, Белгија                               | 25. август 1950.                              |
| Рекорди европских првенстава                      | Фани Бланкерс-Кун                             | Холандија                                     | 11,1                                          | Брисел, Белгија                               | 26. август 1950.                              |

## Победнице
|                               |                                     |                                |
| Фани Бланкерс-Кун · Холандија | Морин Дајсон · Уједињено Краљевство | Мишелин Остермеиер · Француска |

## Сатница
| Датум       | Време | Коло          |
| ----------- | ----- | ------------- |
| 25. август. | 16:55 | Квалификације |
| 26. август  |       | Финале        |

## Резултати

### Квалификације
Такмичарке су биле подељене у три групе. У финале су се пласирале по 2 првопласиране из сваке групе (КВ).
Ветар: 1. гр. 0,0 м/с, 2. гр. -0,1 м/с, 3. гр. -0,3 м/с
| Пласман | Група | Атлетичарка         | Држава               | Време | Белешка |
| ------- | ----- | ------------------- | -------------------- | ----- | ------- |
| 1.      | 2     | Фани Бланкерс-Кун   | Холандија            | 11,3  | КВ, РЕП |
| 2.      | 1     | Морин Дајсон        | Уједињено Краљевство | 11,5  | КВ, РЕП |
| 3.      | 2     | Мишелин Остермеиер  | Француска            | 11,5  | КВ      |
| 4.      | 3     | Jean Desforges      | Уједињено Краљевство | 11,7  | КВ      |
| 5.      | 1     | Елене Гокиели       | СССР                 | 11,8  | КВ      |
| 6.      | 3     | Александра Јакушева | СССР                 | 11,8  | КВ      |
| 7.      | 3     | Шејла Прат          | Уједињено Краљевство | 12,0  |         |
| 8.      | 3     | Ивет Монгиноу       | Француска            | 12,0  |         |
| 9.      | 1     | Клауди Фламент      | Француска            | 12,1  |         |
| 10.     | 1     | Вилхелмина Луст     | Холандија            | 12,2  |         |
| 11.     | 2     | Елфриде Стеурер     | Аустрија             | 12,2  |         |
| 12.     | 1     | Марија Мусо         | Италија              | 12,3  |         |
| 13.     | 3     | Нел де Вос          | Холандија            | 12,6  |         |
| 14.     | 3     | Гертруда Хеусер     | Швајцарска           | 13,3  |         |
| 15.     | 3     | Џени Ван Гердинге   | Белгија              | 13,5  |         |

### Финале
Финале је одржано 26. августа 1950. године.
Ветар: +0,9 м/с
| Пласман | Атлетичарка         | Држава               | Време | Белешка |
| ------- | ------------------- | -------------------- | ----- | ------- |
|         | Фани Бланкерс-Кун   | Холандија            | 11,1  | РЕП     |
|         | Морин Дајсон        | Уједињено Краљевство | 11,6  |         |
|         | Мишелин Остермеиер  | Француска            | 11,7  |         |
| 4.      | Александра Јакушева | СССР                 | 11,7  |         |
| 5.      | Jean Desforges      | Уједињено Краљевство | 11,8  |         |
| 6.      | Елене Гокиели       | СССР                 | 11,8  |         |

## Укупни биланс медаља у трци на 80 метара препоне за жене после 4. Европског првенства 1938—1950.[4]
|    | Земља                | Злато | Сребро | Бронза | Укупно |
| -- | -------------------- | ----- | ------ | ------ | ------ |
| 1. | Холандија            | 2     | 0      | 1      | 3      |
| 2. | Италија              | 1     | 0      | 0      | 1      |
| 3, | Совјетски Савез      | 0     | 1      | 1      | 2      |
| 4. | Немачка              | 0     | 1      | 0      | 1      |
| 4. | Уједињено Краљевство | 0     | 1      | 0      | 1      |
| 6. | Француска            | 0     | 0      | 1      | 1      |
|    | Укупно {6}           | 3     | 3      | 3      | 9      |

|    | Атлетичарка       | Земља     | Злато | Сребро | Бронза | Укупно |
| -- | ----------------- | --------- | ----- | ------ | ------ | ------ |
| 1. | Фани Бланкерс-Кун | Холандија | 2     | 0      | 0      | 2      |